# Daykin (Nebraska)
Daykin je selo u američkoj saveznoj državi Nebraska. Prema popisu stanovništva iz 2010. u njemu je živjelo 166 stanovnika.